# Try a Little Tenderness
Try a Little Tenderness é uma canção escrita por Jimmy Campbell, Reg Connelly e Harry M. Woods. Foi gravado pela primeira vez em 8 de dezembro de 1932, pela Ray Noble Orchestra (com vocais de Val Rosing). Outra versão, também gravada em 1932, foi feita por Charlie Palloy & his Orchestra. (Ted Lewis (Columbia 2748 D) e Ruth Etting (Melotone 12625) tiveram sucessos com ele em 1933. Bing Crosby também o gravou em 9 de janeiro de 1933 para a Brunswick Records. Uma versão de Bob e Alf Pearson foi também lançado em 1933.

## Versão de Otis Redding
Uma versão popular em uma forma inteiramente nova foi gravada pelo cantor de soul Otis Redding em 1966. Redding foi apoiado em sua versão por Booker T. & the M.G.'s, e o produtor da equipe da Stax, Isaac Hayes, trabalhou no arranjo. A gravação de Redding apresenta uma abertura lenta e emocionante que eventualmente leva a uma conclusão R&B frenética, incorporando elementos da canção  "Just Squeeze Me (But Please Don't Tease Me)" de Duke Ellington-Lee Gaines, bem como as palavras "sock it to me." No início de 1967, alcançou a posição nº 25 na Billboard Hot 100. Foi nomeada em uma série de listas das "melhores canções de todos os tempos", incluindo aquelas do Rock and Roll Hall of Fame. Está na 204ª posição na lista da Rolling Stone das 500 melhores canções de todos os tempos. Uma versão ao vivo apresentada em 1967 no Monterey International Pop Festival também foi gravada.
Esta versão teve grande influência no filme irlandês de 1991, The Commitments, em um ponto a banda cantou a música no estilo de Otis Redding. Também foi fortemente amostrado na canção "Otis", gravada pelos rappers Jay-Z e Kanye West, de seu álbum Watch the Throne. Além disso, ele aparece no filme Pretty in Pink, e foi cantado brevemente por Eddie Murphy como Burro em Shrek. A D-TV configurou a versão de Otis Redding para Cinderella. A canção aparece em uma versão instrumental como parte dos créditos de abertura do Dr. Strangelove, embora o filme tenha sido lançado dois anos antes da gravação de Otis Redding.

## Versão de Three Dog Night
Three Dog Night lançou uma versão da canção, que alcançou a posição # 29 na Billboard Top 100 dos Estados Unidosem 1969, e # 19 no Canadá. É estilisticamente emprestado da interpretação de Redding da canção, incluindo a coda que foi adicionada na versão de Redding.